# 论语派
论语派是中华民国一个文学流派，以代表人物林语堂创办的半月刊《论语》而得名，主要文学体裁是小品文，主张“以自我为中心，以闲适为笔调”，这个文学派别的主要刊物是《论语》、《人间世》、《宇宙风》。

## 代表人物
- 林语堂
- 陶亢德
- 郁达夫
- 邵洵美
- 林达祖

## 代表刊物
- 半月刊《论语》（创刊日期：1932年9月16日）。
- 《人间世》
- 《宇宙风》

## 思想
由于论语派避谈政治，是一些幽默的生活文章，引发了左翼作家的不满，鲁迅讽刺其麻痹人民群众、逃避现实。